# Friedrich Wilhelm May
Friedrich Wilhelm May (* 1820 in Polenz; † 1905 in Dresden) war ein deutscher Landwirt und liberaler Politiker (Deutsche Fortschrittspartei). Er war langjähriges Mitglied im Sächsischen Landtag und Gutsbesitzer in Polenz bei Neustadt in Sachsen, wo er mehrere Jahrzehnte in der Landwirtschaft tätig war. 

## Leben
Friedrich Wilhelm May stammte aus einer angesehenen Bauernfamilie in der bis 1994 selbständigen Dorfgemeinde Polenz. Bereits seit 1566 betrieben seine Vorfahren in Polenz am nordöstlichen Rand der Sächsischen Schweiz ein Gut, das er nach dem Tod der Eltern allein bewirtschaftete.
Von 1854 bis 1902 – also fast ein halbes Jahrhundert – war er Abgeordneter des Bauernstandes des Sächsischen Landtags, wo er unter anderem den 8. bzw. den 11. Wahlbezirk vertrat. 1894 beging er sein 40-jähriges Parlamentsjubiläum. Er brachte verschiedene Petitionen in den Landtag ein.
Im Alter von 82 Jahren schied Friedrich Wilhelm May aus dem Sächsischen Landtag aus. Zuletzt lebte er als Rentier in der sächsischen Landeshauptstadt Dresden, wo er 1905 mit 85 Jahren als einer der dienstältesten Landtagsmitglieder im Ruhestand starb und mit allen Ehren beigesetzt wurde. Zeitweise war Johann Gottlieb Schinke, Gutsbesitzer in Kunnersdorf, sein Stellvertreter.